# Bojanovice (Boemia centrale)
Bojanovice è un comune della Repubblica Ceca facente parte del distretto di Praha-západ, in Boemia Centrale.